# Amblypodia salvia
Amblypodia salvia är en fjärilsart som beskrevs av Hans Fruhstorfer 1907. Amblypodia salvia ingår i släktet Amblypodia och familjen juvelvingar. Inga underarter finns listade i Catalogue of Life.